# 吕桑
吕桑（法語：Luisant，法語發音：[lɥizɑ̃]）是法国厄尔-卢瓦省的一个市镇，位于该省中东部，省会沙特尔市区南部，厄尔河左岸，属于沙特尔区和沙特尔城市圈公共社区。

## 地理
吕桑（48°25'54"N, 1°28'35"E）面积4.43 平方千米，位于法国中央-卢瓦尔河谷大区厄尔-卢瓦省，该省份为法国北部内陆省份，北起顺时针与厄尔省、伊夫林省、埃松省、卢瓦雷省、卢瓦-谢尔省、萨尔特省和奧恩省接壤。
与吕桑接壤的市镇（或旧市镇、城区）包括：沙特尔、勒库德赖、莫朗塞、巴尔茹维尔、厄尔河畔丰特奈、吕塞。
吕桑的时区为UTC+01:00、UTC+02:00（夏令时）。

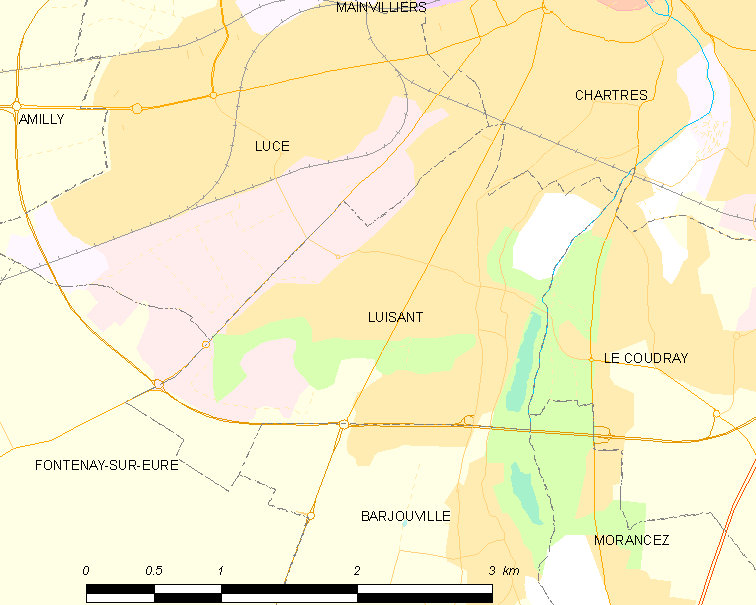
吕桑的OSM定位图

## 行政
吕桑的邮政编码为28600，INSEE市镇编码为28220。

## 政治
吕桑所属的省级选区为吕塞县。

## 人口

1962-2008年间吕桑人口变化图示

吕桑于2022年1月1日时的人口数量为6818人。